# Wasil Ciapiński
Wasil Mikołajewicz Ciapiński, także Wasyl (Bazyli) Ciapiński-Omelianowicz h. Ostoja (ur. ok. 1530, zm. ok. 1604) – przedstawiciel starobiałoruskiej literatury polemicznej doby reformacji nurtu braci polskich. Tłumaczył Ewangelie z języka cerkiewnosłowiańskiego i z języka polskiego na język ruski (wczesnobiałoruski). Założył drukarnię w Ciapinie (województwo połockie, obecnie obwód witebski).

## Życiorys
Był synem bojara połockiego z Ciapina Mikołaja Iwanowicza Ciapińskiego. Urodzony w rodzinie prawosławnej, został wyznawcą umiarkowanego unitarianizmu (uznającego własność ziemską i wojnę). Posiadał w różnym okresie wsie w powiatach wileńskim, lidzkim, oszmiańskim i mińskim, w tym rodowy majątek Ciapin. W 1565 roku służył u marszałka nadwornego litewskiego Ostafiego Wołłowicza. Większa część Połocczyzny znajdowała się wówczas pod panowaniem moskiewskim, a Ciapiński wziął udział w wojnie przeciwko Moskwie. W latach siedemdziesiątych-osiemdziesiątych XVI wieku (dokładna data nie jest znana) założył drukarnię w Ciapinie. Około roku 1580 wydał we własnym tłumaczeniu na język ruski pierwszą część Ewangelii opierając się na przekładzie Biblii Szymona Budnego z roku 1572 oraz Biblii brzeskiej z 1563. Przekład Ciapińskiego stanowił ważne ogniwo pomiędzy przekładem Franciszka Skoryny a wschodniosłowiańskimi przekładami Biblii z XVII wieku. W 1578 był już podstarościm orszańskim. Gromadził zbiory biblioteczne.
W 2005 roku, w ramach serii wydawniczej Biblia Slavica ukazały się faksymile przekładu czterech Ewangelii Ciapińskiego.